# نار الثعلب: اعترافات فتاة عصابات (رواية)
نار الثعلب: اعترافات فتاة عصابات (بالإنجليزية: Foxfire: Confessions of a Girl Gang)‏ هي رواية للكاتبة الأمريكية جويس كارول أوتس، نشرت عام 1993، عن دار نشر داتون.